# رضا زندی‌پور
تیمسار سرتیپ رضا زندی‌پور دومین رئیس زندان کمیته مشترک شهربانی و ساواک (ضد خرابکاری) (از خرداد ۱۳۵۲ تا اسفند ۱۳۵۳) که در ۲۶ اسفند ماه ۱۳۵۳ توسط سازمان مجاهدین خلق ایران ترور شد.

## زندگی‌نامه
رضا زندی‌پور فرزند عباس در سال ۱۳۰۲ (۱۳۰۷) خورشیدی در شهر آباده متولد شد وی دارای تحصیلات کلاسیک دیپلم و فارغ‌التحصیل دانشکده افسری بود که در تاریخ ۱ خرداد ۱۳۵۲ به دستور محمدرضاشاه پهلوی به ریاست کمیته مشترک ضد خرابکاری جکومت پهلوی منصوب شد.
رضا زندی‌پور از افسران دفتر ویژه اطلاعات گارد شاهنشاهی بود که مدتی فرمانده توپخانه لشکر ۶۴ رضائیه بوده و توسط حسین فردوست برگزیده شد و از اوایل خرداد سال ۱۳۵۰ به ساواک مأمور می‌گردد. در سال ۱۳۵۰ به دستور نعمت‌الله نصیری، رئیس ستاد جشنهای ۲۵۰۰ ساله در اصفهان می‌گردد و پس از مدتی به سمت مشاور مدیر کل اداره سوم ساواک (پرویز ثابتی) منصوب می‌شود و در اوایل خرداد ۱۳۵۲ پس از تصویب طرح ساواک توسط شاه به سمت رئیس کمیته مشترک منصوب می‌شود. تیمسار زندی پور یک فرد نیروی نظامی بود تا یک نیروی اطلاعاتی، به همین علت کلیه امور کمیته توسط حسین‌زاده و عضدی اداره می‌شد
وی دوره‌های اطلاعات و ضداطلاعات و همچنین دوره دانشگاه جنگ و دوره ستاد فرماندهی را در آمریکا طی کرده بود و در طی دوران خدمتش به کشورهای آمریکا، انگلیس، فرانسه و ایتالیا مسافرت نموده و آموزشهای لازم را دیده بود.
سرتیپ زندی‌پور جمعاً ۲۲ ماه ریاست کمیته مشترک را به عهده داشت و با شناسایی که توسط زندانیان صورت گرفته بود بالاخره در ۲۶ اسفند ۱۳۵۳ در محدوده خیابان فرح شمالی (سهروردی کنونی) توسط وحید افراخته، محسن خاموشی، مرتضی صمدیه لباف به همراه یک تیم ۷ نفره ترور می‌شود.